# 田尾雅夫
田尾 雅夫（たお まさお、1946年7月11日 - ）は、日本の社会心理学者。専門は、経営管理論・組織心理学・NPO論。学位は、博士（経済学）。京都大学名誉教授。

## 来歴・人物
香川県出身。香川県立観音寺第一高等学校、京都大学文学部卒業。同大学大学院文学研究科心理学専攻博士課程修了。
1993年（平成5年）「行政サービスの組織と管理 －地方自治体における理論と実際－」で学位修得（京都大学 経済学博士）。
行政サービス組織の持つ組織の特性とその独自のメカニズム（モチベーション、組織文化、態度、リーダーシップなど）についての研究において、特に地方自治体での行政サービス組織の組織論の研究で成果を上げた。1990年（平成2年）代表作『行政サービスの組織と管理』では、日経・経済図書文化賞、組織学会高宮賞を受賞。当初の組織の社会心理学から組織論の研究領域に移り、モチベーション、ストレス、組織文化、コンフリクトなどのミクロ組織論の研究に業績を残しながら、プロフェッショナル研究、行政組織論、コンピュータ化の影響、会社人間研究、非営利組織論、起業家論そして近年の高齢化と行政サービス，組織の関連など、その時々の組織論の研究に取り組む。
社会心理学会、産業・組織心理学会、組織学会、日本NPO学会において幹事、理事を務める。政府に於いても、国民生活審議会および大学設置・学校法人審議会、公認会計士試験委員などの諸委員を歴任。

## 略歴
- 1970年 - 京都大学文学部卒業
- 1975年
  - 京都大学大学院文学研究科心理学専攻博士課程修了
  - 京都府立大学文学部講師
- 1978年 - 京都府立大学文学部助教授
- 1986年‐87年 - シカゴ大学訪問研究委員
- 1992年 - 京都大学経済学部助教授
- 1993年 - 京都大学経済学部教授
- 1999年 - 京都大学大学院経済学研究科教授
- 2006年 - 京都大学大学院公共政策連携研究部教授
- 2008年
  - 京都大学名誉教授
  - 愛知学院大学経営学部教授

## 受賞歴
- 1990年 - 第33回日経・経済図書文化賞
- 1990年 - 第7回組織学会高宮賞

## 編著書
- 『仕事の革新』（白桃書房）（1987年）
- 『行政サービスの組織と管理』（木鐸社）（1990年）
- 『新しい産業心理』（共著、福村出版）（1990年）
- 『組織の心理学』（有斐閣）（1991年）
- 『ヒューマン・サービスの組織』（法律文化社）（1995年）
- 『バーンアウトの理論と実際』（共著、誠信書房）（1996年）
- 『コンピュータ化の経営管理』（共著、白桃書房）（1996年）
- 『脱・会社人間』（福村出版）（1996年）
- 『企業小説に学ぶ組織論入門』（有斐閣）（1996年）
- 『会社人間の研究』（編著、京都大学学術出版会）（1997年）
- 『ボランタリー組織の経営管理』（有斐閣）（1999年）
- 『ヒューマン・サービスの経営』（白桃書房）（2001年）
- 『ボランティアを支える思想 超高齢社会とボランタリズム』（アルヒーフ）（2001年）
- 『組織行動の社会心理学 組織の中を生きる人間のこころと行動 シリーズ21世紀の社会心理学2』（編著、北大路書房）（2001年）
- 『ヒューマン・サービスの経営 超高齢社会を生き抜くために』（白桃書房）（2001年）
- 『組織調査ガイドブック 調査党宣言』（共編、有斐閣）（2001年）
- 『NPOと事業 シリーズNPO4』（共編著、ミネルヴァ書房）（2002年）
- 『成功の技法 起業家の組織心理学 中公新書1679』（中央公論新社）（2003年）
- 『超高齢社会と向き合う』（共編、名古屋大学出版会）（2003年）
- 『非合理組織論の系譜』（編著、文真堂）（2003年）
- 『ボランティア・NPOの組織論 非営利の経営を考える』（共編著、学陽書房）（2004年）
- 『実践NPOマネジメント 経営管理のための理念と技法 NPOマネジメントシリーズ1』（ミネルヴァ書房）（2004年）
- 『よくわかるNPO・ボランティア やわらかアカデミズム・〈わかる〉シリーズ』（共編、ミネルヴァ書房）（2005年）
- 『看護マネジメントの理論と実際 人的資源論の立場から』（医療文化社）（2005年）
- 『はじめて経営学を学ぶ』（共編、ナカニシヤ出版）（2005年）
- 『自治体の人材マネジメント 経営センスある職員をいかに確保・育成し、活用するか』（学陽書房）（2007年）
- 『京都市政公共経営と政策研究』（共編、法律文化社）（2007年）
- 『危機のマネジメント 事故と安全：チームワークによる克服』（共編著、ミネルヴァ書房）（2007年）
- 『セルフヘルプ社会 超高齢社会のガバナンス対応』（有斐閣）（2007年）
- 『非営利組織論 有斐閣アルマ Specialized』（共著、有斐閣）（2009年）
- 『組織論 有斐閣アルマ Specialized』（共著、有斐閣）（2010年）
- 『よくわかる組織論 やわらかアカデミズム・〈わかる〉シリーズ』（編著、ミネルヴァ書房）（2010年）
- 『現代組織論』（勁草書房）　(2012年）